# Società in nome collettivo
La società in nome collettivo (S.n.c.), nell'ordinamento italiano, è una società di persone disciplinato dagli art. 2291-2312 del codice civile in cui tutti i soci rispondono solidalmente, illimitatamente, personalmente e sussidiariamente per le obbligazioni sociali (art. 2291 c.c.).

## Storia
Come per molti altri termini e forme del diritto commerciale italiano, le origini del termine "società in nome collettivo" possono essere fatte risalire alla terminologia commerciale francese, la quale aveva introdotto, almeno dalla fine del Seicento, il termine société en nom collectif. Il termine "nom collectif" era già usato nei testi di diritto e di linguistica francese, per definire i cosiddetti "nomi collettivi", cioè i nomi di una collettività di persone come ad esempio tribù, popoli, cittadini ecc.
Il cosiddetto Code Savary (1673) della Francia colbertiana sicuramente rappresenta uno spartiacque nella produzione della normativa sulle società di persone e sulle società in nome collettivo; pur essendo il termine rimasto lo stesso, non vi era perfetta corrispondenza con il significato odierno di società in nome collettivo; già esistevano in precedenza società simili seppur chiamate diversamente e non codificate dalle leggi.

## Caratteri generali
Ha normalmente ad oggetto l'esercizio delle attività commerciali di dimensioni medio-piccole, è tenuta all'iscrizione nel registro delle imprese, alla tenuta delle scritture contabili e può essere sottoposta a procedura di fallimento.
Il codice distingue due tipi di società in nome collettivo:
- la "società in nome collettivo regolare" che si ha quando la società sia iscritta nel registro delle imprese. In tal caso l'atto costitutivo della società deve essere stipulato per atto pubblico o scrittura privata autenticata;
- la "società in nome collettivo irregolare", che si ha quando la società non è iscritta nel registro delle imprese.

## Differenza con la società semplice
Le differenze tra la società semplice e la società in nome collettivo sono molteplici; in particolare nelle società in nome collettivo vi è:
- la possibilità di esercitare attività commerciale, a differenze delle società semplici;
- inefficacia nei confronti di terzi del patto che limita la responsabilità: il patto di limitazione della responsabilità non è mai efficace verso i terzi, ma vale tra i soci;[10]
- il creditore particolare del socio, finché dura la società, non può chiedere la liquidazione della quota del socio debitore (art. 2305 c.c.);[11]
- nella s.n.c. ci sono alcune norme che tutelano il patrimonio della società mentre nella s.s. non è prevista una tutela dell'integrità del patrimonio sociale;[12]
- nella s.n.c. la legge dispone quali elementi essenziali devono essere presenti nel contratto.[9]

## L'atto costitutivo
L'iscrizione della società si realizza con il deposito dell'atto costitutivo ai sensi dell'art. 2295 c.c., che deve essere redatto per iscritto, a opera degli amministratori, presso il registro delle imprese (art. 2296 c.c. Pubblicazione): per l'iscrizione nel registro delle imprese è indispensabile che le firme dell'atto siano autenticate da un notaio (che assume così l'obbligo di registrarlo e depositarlo al registro imprese in nome e per conto degli amministratori). Se una S.n.c. è costituita senza l'atto scritto, o se l'atto non è depositato presso il registro delle imprese, si parla di società irregolare, per la quale si applicano le regole della società semplice, come ad esempio le società di fatto (costituite tacitamente) o le società occulte (il vincolo sociale è tenuto nascosto). L'atto costitutivo deve contenere (art. 2295 c.c.), a pena di invalidità:
- generalità dei soci;
- ragione sociale, costituita dal nome di uno o più soci e dall'indicazione del rapporto sociale (2292 c.c.);
- indicazione dei soci che hanno l'amministrazione e la rappresentanza della società;
- sede della società ed eventuali sedi secondarie;
- oggetto sociale, cioè l'attività che si intende svolgere;
- conferimenti di ciascun socio e il valore a essi attribuito;
- quota di partecipazione di ciascun socio agli utili o alle perdite;
- criteri di ripartizione degli utili o delle perdite;
- durata della società.

## Amministrazione, rappresentanza e divieto di concorrenza
L'amministratore che ha la rappresentanza della società può compiere tutti gli atti che rientrano nell'oggetto sociale, salvo limitazioni della procura o dell'atto costitutivo, che non possono essere opponibili a terzi se non iscritte nel registro delle imprese (art. 2298 c.c.).
Il socio non può, senza il consenso (espresso o presunto) degli altri soci, esercitare per conto proprio o altrui un'attività concorrente con quella della società, né partecipare ad altre società concorrenti (art. 2301 c.c.).
In caso di inosservanza, il socio è tenuto al risarcimento del danno e può essere escluso dalla società per grave inadempienza.
La normativa per le S.n.c. è "contrastante":
- rinvia alla contabilità delle società semplici di persone (art. 2293 codice civile);
- per le società commerciali parla genericamente di Rendiconto anziché di bilancio di esercizio (art. 2217);
- il rendiconto per le società di persone (e individuali) può non essere conforme al bilancio di IV Direttiva[16];
- sotto un certo valore di ricavi ammette per le società individuali o di persone, fra cui le snc, un regime di contabilità semplice, senza stato patrimoniale e bilancio, e con la sola redazione del prospetto costi-ricavi;
- tuttavia, all'art. 2302 obbliga gli amministratori delle snc alla tenuta del libro giornale e degli inventari, pure senza sanzioni per chi non adempie;
- invita le società di persone ad adottare schemi e principi contabili delle società per azioni, includendo lo stato patrimoniale[17];
- persegue per bancarotta semplice gli amministratori delle società fallite in regime di contabilità semplificata, per mancata tenuta delle scritture contabili[18], sebbene ricostruibili da registri imposti per altri fini (es. fiscali)[19].

## Scioglimento, liquidazione e cancellazione della S.n.c.
La società in nome collettivo si scioglie per stesse cause previste dall'articolo 2272 c.c. per la società semplice, a queste ipotesi vanno aggiunti il fallimento (se la società svolge attività commerciale) e il provvedimento dell'autorità governativa. Compiuta la liquidazione, i liquidatori devono:
1. redigere il bilancio finale (sottoscritto dai liquidatori) e
2. proporre ai soci il piano di riparto dell'attivo residuo (art. 2311 c.c.)

I punti 1 e 2 devono essere comunicati ai soci a mezzo raccomandata; possono essere impugnati dai soci nel termine di 2 mesi dalla comunicazione testé detta, in caso contrario si intendono approvati.
Qualora 1 e 2 venissero impugnati il liquidatore può chiedere che le questioni relative alla liquidazione vengano esaminate separatamente dalle questioni della divisione. I liquidatori sono liberati di fronte ai soci con l'approvazione del bilancio finale.
I liquidatori chiedono la cancellazione della società dal registro delle imprese. I creditori sociali rimasti insoddisfatti, dopo la cancellazione possono aggredire il patrimonio dei soci o dei liquidatori, qualora venga dimostrata la colpa del liquidatore nel mancato pagamento. Le scritture contabili e i documenti depositati presso la persona designata dalla maggioranza devono essere conservati per 10 anni dalla cancellazione.